# Taboada
Taboada est une commune de la province de Lugo en Espagne située dans la communauté autonome de Galice.